# Perissomastix damnificella
Perissomastix damnificella är en fjärilsart som beskrevs av Philipp Christoph Zeller 1852. Perissomastix damnificella ingår i släktet Perissomastix och familjen äkta malar. Inga underarter finns listade i Catalogue of Life.